# NGC 1168
NGC 1168 é uma galáxia espiral (Sb) localizada na direcção da constelação de Aries. Possui uma declinação de +11° 46' 20" e uma ascensão recta de 3 horas, 00 minutos e 47,0 segundos.
A galáxia NGC 1168 foi descoberta em 1 de Outubro de 1864 por Albert Marth.